# Koichiro Katafuchi
Koichiro Katafuchi (片渕 浩一郎 Katafuchi Koichiro?, nacido el 29 de abril de 1975 en Saga) es un exfutbolista japonés. Jugaba de delantero y su último club fue el Albirex Niigata de Japón.

## Trayectoria

### Clubes
| Club            | País  | Año         |
| --------------- | ----- | ----------- |
| Sagan Tosu      | Japón | 1998 - 2001 |
| Albirex Niigata | Japón | 2002        |